# Hyperthaema ruberrima
Hyperthaema ruberrima là một loài bướm đêm thuộc phân họ Arctiinae, họ Erebidae.